# Hamburger-Hamilton stadia
In ontwikkelingsbiologie zijn de Hamburger-Hamilton-stadia (HH) een reeks van 46 chronologische stadia in de ontwikkeling van het embryo van de kip, beginnend bij het leggen van het ei en eindigend bij het pas uitgekomen kuiken. Het is genoemd naar de makers, Viktor Hamburger en Howard L. Hamilton.
Kippenembryo's zijn om een aantal redenen een bruikbaar modelorganisme in de experimentele embryologie. Door hun domesticatie als pluimvee zijn ze gemakkelijker verkrijgbaar dan andere gewervelde dieren (zoals muizen), en omdat ze ovipaar zijn, zijn de embryo's gemakkelijk toegankelijk. De snelheid van ontwikkeling wordt echter door een reeks factoren beïnvloed; inclusief het specifieke ras, de temperatuur bij het broeden, de tijd tussen de leg en het uitbroeden, en de tijd van het jaar, waardoor de noodzaak toeneemt om een gestandaardiseerd systeem te creëren dat gebaseerd is op morfologie in plaats van op chronologische leeftijd.
Er was in 1900 door de Duitse embryologen Keibel en Abraham een eerdere poging gedaan om een morfologisch systeem te creëren voor het beschrijven van de ontwikkeling van kippenembryo's, maar dit systeem ontbrak aan details en werd niet algemeen gebruikt, waarbij de meeste onderzoekers vertrouwden op het aantal somieten of leeftijd voor het identificeren van het ontwikkelingsstadium. Hamburger en Hamilton wilden een gedetailleerde beschrijving geven van ontwikkelingsgebeurtenissen, gemodelleerd naar een eerder systeem voor de Axolotl van Harrison.
Het Hamburger-Hamilton-systeem biedt voordelen ten opzichte van het Carnegie-systeem doordat het het zich ontwikkelende embryo nauwkeurig kan karakteriseren tijdens alle stadia van het embryo. Het wordt universeel gebruikt bij de embryo's van de kip.

## Ontwikkelingsstadia
Kippenembryo's kunnen worden beschreven volgens de verschillende morfologische oriëntatiepunten. Hoewel de meeste orgaansystemen er in elk stadium stereotiep uitzien, zijn er enkele die zich bijzonder lenen voor het in kaart brengen van de ontwikkeling van kippenembryo's.
- In het zeer vroege embryo is de primitieve streep het enige zichtbare herkenningspunt, en de vorm en grootte ervan worden gebruikt om de HH1-6-embryo's te beschrijven.
- Het zenuwstelsel wordt gevormd door een proces van neurulatie. Stadia HH5–8 kunnen worden gedefinieerd door de vorming van een hoofdplooi, de neurale plooien, en hun versmelting om de neurale buis te vormen. De uitbreiding van de voorste neurale buis om de hersenen te vormen kan ook worden gebruikt om latere stadia te identificeren.
- Somitogenese – de progressieve segmentatie van het paraxiaal mesoderm biedt een handige methode voor de stadia van embryo's tussen HH6-14. Somieten vormen zich met regelmaat elke 90 minuten. Stadium H10-embryo's hebben 10 somieten, en als vuistregel krijgt het embryo 3 somieten tijdens elk stadium (dwz HH11-embryo's hebben 13 somieten, HH12-embryo's 16, enz.). Boven de 22 somieten (HH14) is het echter beter om op andere markers te vertrouwen.
- Vorming van de kieuwspleten; waaruit de structuren van de kaak, farynx en larynx zullen ontstaan; begint bij HH14 en wordt tijdens de ontwikkeling als marker gebruikt.
- De morfologie van de ledematen, beginnend met het verschijnen van vleugelknop in stadium HH16, is een nuttig oriëntatiepunt voor het in stadia indelen van kippenembryo’s tot ze uitkomen. Tussen HH15-35: het verschijnen van specifieke structuren binnen de ledematen (zoals gewrichten); in latere stadia wordt de lengte van de tenen gebruikt.
- De vorming en ontwikkeling van de oogleden, oorspronkelijke veren en snavel wordt op een vergelijkbare manier gebruikt om de latere ontwikkeling te beschrijven.